# 北向店乡
北向店乡，是中华人民共和国河南省信阳市光山县下辖的一个乡镇级行政单位。

## 行政区划
北向店乡下辖以下地区：
北向店街社区、北向店村、曹畈村、崔大湾村、大李湾村、代湾村、高山村、何寨村、胡楼村、李楼村、刘店村、吴大湾村、小彭湾村和徐斗塘村。